# Muzejska čuvaonica
Muzejska čuvaonica odnosno depo naziv je za prostor za pohranu i čuvanje muzejske građe.
Nekada je bila uobičajena praksa izlaganja sve građe koju muzej posjeduje.Nasuprot ove prakse je današnja praksa, gdje muzej izlaže tek manji dio predmeta koje posjeduje,dok se preostala građa drži u čuvaonicama,odnosno analogno arhivskoj građi sva neizložena građa čuva se kako bi bila dostupna u svrhu istraživanja, te izlaganja na tematskim izložbama.

## Uvjeti pohrane
Čuvaonice se uređuju zavisno o vrsti građe koju u njih pohranjujemo. Pohrana samo jedne vrste predmeta (npr.slika na platnu) jednostavnija je od pohrane raznorodnih predmeta. Prije svega rečeno znači da raznorodni predmeti mogu zahtijevati različite uvjete adekvatnog čuvanja - u smislu relativne vlage zraka,temperature te količine i jačine svijetla.Predmete je nadalje potrebno što kvalitetnije zaštiti od prašine i zagađenog zraka,te raznih štetnika. Kod uređenja čuvaonice neophodno je koristiti samo primjerene i provjerene materijale,kako isti nikako ne bi doprinosili propadanju pohranjenih predmeta.

## Organizacija
U principu prostor čuvaonice mora biti klimatiziran, i to zavisno o pohranjenom materijalu. Osim opreme koja obezbjeđuje rečeno, ovlaživača i odvlaživača zraka, te primjerenih grijaćih tijela i rasvjete važni su i veličina, težina i oblik pohranjenih predmeta, odnosno za njih primjerene police,sanduci i palete (izrađeni od materijala koji neće štetiti predmetima).
Svi predmeti u čuvaonici moraju na sebi imati jasno i uočljivo napisan njihov muzejski inventarni broj.
Predmeti moraju biti dobro pozicionirani i lako dostupni za eventualno izmiještanje zbog izlaganja, posudbe ili sigurnosnih razloga.
Što je čuvaonica bolje i dostupnije organizirana to su manje mogućnosti oštećenja čuvane građe,.

## Osoblje
U malim i srednjim muzejima čuvaonica je dostupna svom muzejskom osoblju, voditelju zbirke, tehničkom osoblju, i osoblju zaduženom za održavanje čistoće. U većim muzejima ulaz u depo dopušten je i konzervatorima restauratorima i voditeljima dokumentacije. U pricipu bi ulaz u čuvaonice morao biti strogo nadziran.

## Stanje muzejskih čuvaonica u hrvatskim muzejima
Kako je muzejska djelatnost jedna od djelatnosti na kojima se kod nas sustavno štedi, te su značajnija i sustavna ulaganja rijetka, stanje čuvaonica u našim muzejima daleko je od međunarodnih standarda.

## Vanjske poveznice
- RE-ORG: A methodology for reorganizing museum storage developed by ICCROM and UNESCO
- Museum Collection Storage
- Pravilnik o stručnim i tehničkim standardima za određivanje vrste muzeja, za njihov rad, te za smještaj muzejske građe i muzejske dokumentacije  Arhivirana inačica izvorne stranice od 13. rujna 2014. (Wayback Machine)